# Ofensiva de los Cien Regimientos
La Ofensiva de los Cien Regimientos (en chino, 百團大戰) (20 de agosto – 5 de diciembre de 1940) fue una importante campaña de las divisiones Ejército Nacional Revolucionario del Partido Comunista de China, comandadas por Peng Dehuai, en contra del Ejército Imperial Japonés en China central. La batalla fue por mucho tiempo el enfoque de propaganda en la historia del Partido Comunista de China, pero se convirtió en un "crimen" de Peng Dehuai en la Revolución Cultural. Algunos elementos sobre su ejecución y sus consecuencias aún siguen siendo controvertidos.

## Antecedentes
Entre 1939 y 1940, los invasores japoneses lanzaron más de 109 campañas pequeñas que incluían entre 1000 combatientes cada una y 10 campañas grandes de 10 000 hombres cada una para destruir a las guerrillas comunistas en las planicies de Hebei y Shandong. Además, el gobierno títere anticomunista de Wang Jingwei tuvo su propia ofensiva en contra de las guerrillas comunistas.
También había un sentimiento general entre las fuerzas de resistencia antijaponesa - en especial en el Kuomintang (KMT) — de que el PCCh no estaba contribuyendo lo suficiente al esfuerzo de guerra, y que solo estaban interesados en expandir su base de poder. Fue de estas circunstancias que el PCCh planeó llevar a cabo una gran ofensiva para probar que estaban ayudando lo más que podían al esfuerzo bélico y para reparar las relaciones entre comunistas y nacionalistas.

## La batalla
El Ejército Japonés del Área Norte de China estimaba que las fuerzas regulares comunistas contaban con unos 88 000 hombres para diciembre de 1939. Dos años después, revisaron este estimado hasta 140 000. Para la víspera de la batalla, las fuerzas comunistas habían crecido hasta 400 000 hombres, en 115 regimientos. El extraordinario éxito y la expansión del 8º Ejército de Ruta en contra de los japoneses tenía a Zhu De y el resto del liderazgo militar, esperando al Ejército japonés para luego vencerlo.
Hacia 1940, el crecimiento fue tan impresionante que Zhu De ordenó una ofensiva coordinada por parte de casi todas las fuerzas comunistas regulares (46 regimientos de la 115ª División, 47 de la 129ª y 22 de la 120ª) en contra de las ciudades ocupadas por los japoneses y las líneas de tren que las conectaban. Según el comunicado oficial del PCCh, la batalla comenzó el 20 de agosto. Entre el 20 de agosto y el 10 de septiembre, las fuerzas comunistas atacaron las líneas de tren que separaban las bases japonesas, principalmente entre Dezhou y Shijiazhuang en Hebei, Shijiazhuang a Taiyuan Shanxi central, y Taiyuan a Datong en el norte de Shanxi. En un principio, la orden de batalla de Peng consistía de 20 regimientos y el 22 de agosto se encontró con que más de 80 regimientos habían participado en ella, la mayoría de ellos sin informarle.
Lograron destruir puentes y túneles, además de destruir líneas férreas, y continuaron así por el resto de septiembre para atacar a las guarniciones japonesas de manera frontal. Aproximadamente 600 kilómetros de líneas férreas fueron destruidas, y la mina de carbón de Jingxing - la cual era importante para la industria de guerra japonesa - fue puesta fuera de servicio por seis meses. Fue la mayor victoria del PCCh en la que participaron activamente del combate durante la guerra.
No obstante, entre octubre y diciembre, los japoneses respondieron al máximo, reafirmando su control sobre las líneas férreas y llevando a cabo agresivas "campañas de limpieza" en las áreas rurales en sus alrededores. El 22 de diciembre, Mao le dijo a Peng Dehuai:

"Aún no declare el fin de la ofensiva. Chiang Kai-shek está en un clímax anticomunista y necesitamos de la influencia de la batalla de los Cien Regimientos para ganar propaganda".